# Washington County (Kansas)
Washington County ist ein County im Bundesstaat Kansas der Vereinigten Staaten. Der Verwaltungssitz (County Seat) ist Washington. Das U.S. Census Bureau hat bei der Volkszählung 2020 eine Einwohnerzahl von 5530 ermittelt.

## Geographie
Das County liegt im Nordosten von Kansas, grenzt im Norden an Nebraska und hat eine Fläche von 2328 Quadratkilometern, wovon ein Quadratkilometer Wasserfläche ist. Es grenzt in Kansas im Uhrzeigersinn an folgende Countys: Marshall County, Riley County, Clay County, Cloud County und Republic County.

## Geschichte
Washington County wurde 1873 gebildet. Benannt wurde es nach George Washington, dem ersten US-Präsidenten.
Im Washington County liegt eine National Historic Landmark, die Hollenberg Pony Express Station. Insgesamt sind 7 Bauwerke und Stätten des Countys im National Register of Historic Places eingetragen (Stand 30. August 2017).

## Demografische Daten
Nach der Volkszählung im Jahr 2000 lebten im Washington County 6483 Menschen in 2673 Haushalten und 1780 Familien im Washington County. Die Bevölkerungsdichte betrug 3 Einwohner pro Quadratkilometer. Ethnisch betrachtet setzte sich die Bevölkerung zusammen aus 98,90 Prozent Weißen, 0,11 Prozent Afroamerikanern, 0,34 Prozent amerikanischen Ureinwohnern, 0,05 Prozent Asiaten und 0,09 Prozent aus anderen ethnischen Gruppen; 0,51 Prozent stammten von zwei oder mehr Ethnien ab. 0,65 Prozent der Bevölkerung waren spanischer oder lateinamerikanischer Abstammung.
Von den 2673 Haushalten hatten 26,6 Prozent Kinder unter 18 Jahren, die mit ihnen gemeinsam lebten. 59,4 Prozent waren verheiratete, zusammenlebende Paare, 4,2 Prozent waren allein erziehende Mütter und 33,4 Prozent waren keine Familien. 31,2 Prozent aller Haushalte waren Singlehaushalte und in 17,8 Prozent lebten Menschen mit 65 Jahren oder darüber. Die Durchschnittshaushaltsgröße betrug 2,35 und die durchschnittliche Familiengröße betrug 2,96 Personen.
23,7 Prozent der Bevölkerung waren unter 18 Jahre alt. 5,4 Prozent zwischen 18 und 24 Jahre, 22,9 Prozent zwischen 25 und 44 Jahre, 23,0 Prozent zwischen 45 und 64 Jahre und 25,1 Prozent waren 65 Jahre alt oder älter. Das Durchschnittsalter betrug 44 Jahre. Auf 100 weibliche Personen kamen 100,8 männliche Personen. Auf 100 erwachsene Frauen ab 18 Jahren kamen 97,8 Männer.
Das jährliche Durchschnittseinkommen eines Haushalts betrug 29.363 USD, das Durchschnittseinkommen einer Familie betrug 37.260 USD. Männer hatten ein Durchschnittseinkommen von 25.074 USD, Frauen 18.000 USD. Das Prokopfeinkommen betrug 15.515 USD.
7,3 Prozent der Familien und 10,1 Prozent der Bevölkerung lebten unterhalb der Armutsgrenze.

## Orte im County
- Barnes
- Brantford
- Calderhead
- Chepstow
- Clifton
- Enosdale
- Greenleaf
- Haddam
- Hanover
- Hollenberg
- Kimeo
- Lanham
- Linn
- Mahaska
- Morrowville
- Palmer
- Spence
- Strawberry
- Vining
- Washington

Townships
- Barnes Township
- Brantford Township
- Charleston Township
- Clifton Township
- Coleman Township
- Farmington Township
- Franklin Township
- Grant Township
- Greenleaf Township
- Haddam Township
- Hanover Township
- Highland Township
- Independence Township
- Kimeo Township
- Lincoln Township
- Linn Township
- Little Blue Township
- Logan Township
- Lowe Township
- Mill Creek Township
- Sheridan Township
- Sherman Township
- Strawberry Township
- Union Township
- Washington Township